# Microcerella penai
Microcerella penai är en tvåvingeart som beskrevs av Guilherme A.M.Lopes 1978. Microcerella penai ingår i släktet Microcerella och familjen köttflugor. Inga underarter finns listade i Catalogue of Life.